# Ogród Botaniczny w Augsburgu
Ogród Botaniczny w Augsburgu (niem. Botanischer Garten Augsburg) – miejski ogród botaniczny w Augsburgu w kraju związkowym Bawaria w Niemczech o powierzchni 10 ha. Rocznie odwiedzany jest przez około 250 tys. gości.

## Lokalizacja
Ogród Botaniczny znajduje się w dzielnicy Augsburga Spickel-Herrenbach i sąsiaduje z Augsburskim Ogrodem Zoologicznym oraz parkiem Siebentisch.

## Historia
Historia ogrodu botanicznego w Augsburgu sięga 1935 roku, kiedy to rada miejska postanowiła zamknąć szkółkę miejską zlokalizowaną przy ogrodzie miejskim (obecnie Wittelsbacher Park) i założyć nową na skraju lasu miejskiego Siebentischwald. 19 listopada 1935 roku nastąpiło uroczyste wbicie pierwszego szpadla pod zakładaną szkółkę miejską, w ramach której miał powstać również ogród dydaktyczny. 27 września 1936 roku dokonano uroczystego otwarcia nowej szkółki miejskiej z liczącym 1,7 ha Ogrodem Botanicznym (Botanischen Lehr- und Schlugarten), na którego terenie znajdowały się również Palmiarnia z kolekcją roślin egzotycznych i otwarty w następnym roku Pawilon Victoria-Regia nazwany od hodowanej w nim wiktorii królewskiej. Podczas II wojny światowej plantacje roślin ozdobnych szkółki miejskiej sukcesywnie były zamieniane na pola uprawne, dostarczające mieszkańcom warzyw. W wyniku nalotów alianckich w 1944 roku poważnie zniszczone zostały budynki gospodarcze i pawilony wystawowe, w tym palmiarnia. Zniszczenia wojenne spowodowały potrzebę kontynuowania uprawy warzyw w pierwszych latach po wojnie, jednocześnie jednak przystąpiono do odtwarzania hodowli roślin ozdobnych, a pod koniec lat 40 rozpoczęto odbudowę ogrodu. 8 lipca 1950 roku ogród botaniczny został ponownie otwarty dla zwiedzających. W kolejnych latach obiekt powiększano o kolejne tereny, tak że w połowie lat 70. liczył już 5 ha. 16 grudnia 1981 roku rada miejska postanowiła zorganizować Krajową Wystawę Ogrodniczą w ramach obchodów 2000-lecia miasta przypadającego w roku 1985. Przy tej okazji ogród botaniczny został przeprojektowany i powiększony do około 10 ha. W 1984 roku podjęto decyzję o stworzeniu na jego terenie ogrodu japońskiego, będącego prezentem od miast partnerskich Amagasaki i Nagahama z okazji 25-lecia współpracy. 19 kwietnia 1985 roku dokonano uroczystego otwarcia Krajowej wystawy ogrodniczej Augsburg 1985, obejmującej ogród botaniczny i Park Siebentisch, utworzony na potrzeby wystawy z części lasu miejskiego. Wystawa trwała do 6 października i w ciągu 171 dni została odwiedzona przez ponad milion gości. Większość założeń ogrodowych stworzonych na potrzeby wystawy została zachowana i była dalej rozwijana. W 2003 roku zburzono zniszczoną, starą palmiarnię i wzniesiono nową pod nazwą "Świat roślin pod szkłem", w której środku znalazł się również pawilon Victoria-Regia zaadaptowany na pawilon motyli.

## Działy i kolekcje roślinne
Ogród Botaniczny w Augsburgu gromadzi ponad 3100 gatunków roślin, w tym 1200 roślin tropikalnych i subtropikalnych, 450 gatunków drzew i 1200 bylin, ziół, traw i paproci. Atrakcję stanowi ponad milionowa kolekcja wiosennych roślin cebulowych. Całość prezentowana jest w działach tematycznych:
- Ogród zielarski – ogród dydaktyczny prezentujący rośliny lecznicze i przyprawowe stworzony przy współpracy z farmaceutami z Augsburga i Bawarską Izbą Farmaceutów,
- Ogród rzymski – ogród nawiązujący do rzymskiego pochodzenia miasta, prezentujący gatunki roślin sprowadzone z terenów śródziemnomorskich,
- Ogród rolnika – ogród dydaktyczny prezentujący gatunki roślin uprawianych w rolnictwie,
- Ogród Dolny – ogród prezentujący rośliny śródziemnomorskie, jak również subtropikalne i tropikalne. Część roślin prezentowana jest tu w donicach ze względu na potrzebę zimowania ich w pomieszczeniach,
- Ogród japoński – ogród będący darem japońskich miast Amagasaki i Nagahama na Krajową Wystawę Ogrodniczą w 1985 roku. Został zaprojektowany przez japońskiego architekta krajobrazu prof. Yoshikuni Arakitej. Ogród ten jest drugim po znajdującym się w Wittelsbacher Park założeniem w japońskim stylu w Augsburgu,
- Ogród różany (rozarium) – ogród prezentujący kolekcję 280 gatunków i odmian róż, w jego centrum znajduje się altana – pawilon różany. Na północ od ogrodu znajdują się również ogrody szałwiowy i dalii,
- Ogród bylin
- Ogród skalny (alpinarium)
- Ogród ekologiczny
- Sad owocowy
- Świat roślin pod szkłem – palmiarnia prezentująca w strefie wejściowej roślinność sawanny – m.in. trawy, kaktusy, sukulenty, lilie, natomiast w głównej części – rośliny tropikalne. Główna część pawilonu osłania również pawilon motyli (dawny pawilon Victoria Regia).

## Obiekty
Na terenie ogrodu botanicznego znajdują się dwa obiekty wpisane na bawarską listę zabytków pod nr D-7-61-000-1213:
- żeliwna fontanna z 1900 roku przeniesiona do ogrodu w 1983 z terenów augsburskiego Plärrer,
- neorenesansowy, drewniany pawilon ogrodowy z 1869 roku przeniesiony w latach 2005/06 z posesji Provinostraße 47.